# 沃勒-恩特姆省
沃勒-恩特姆省（法語：Woleu-Ntem）是加蓬的9個省份之一，位於該國北部，首府奧耶姆（Oyem），下分5縣，北接喀麥隆，東面是剛果共和國，南面是奧果韋-伊溫多省，西南面是中奧果韋省，西北面是赤道畿內亞，面積38,465平方公里。

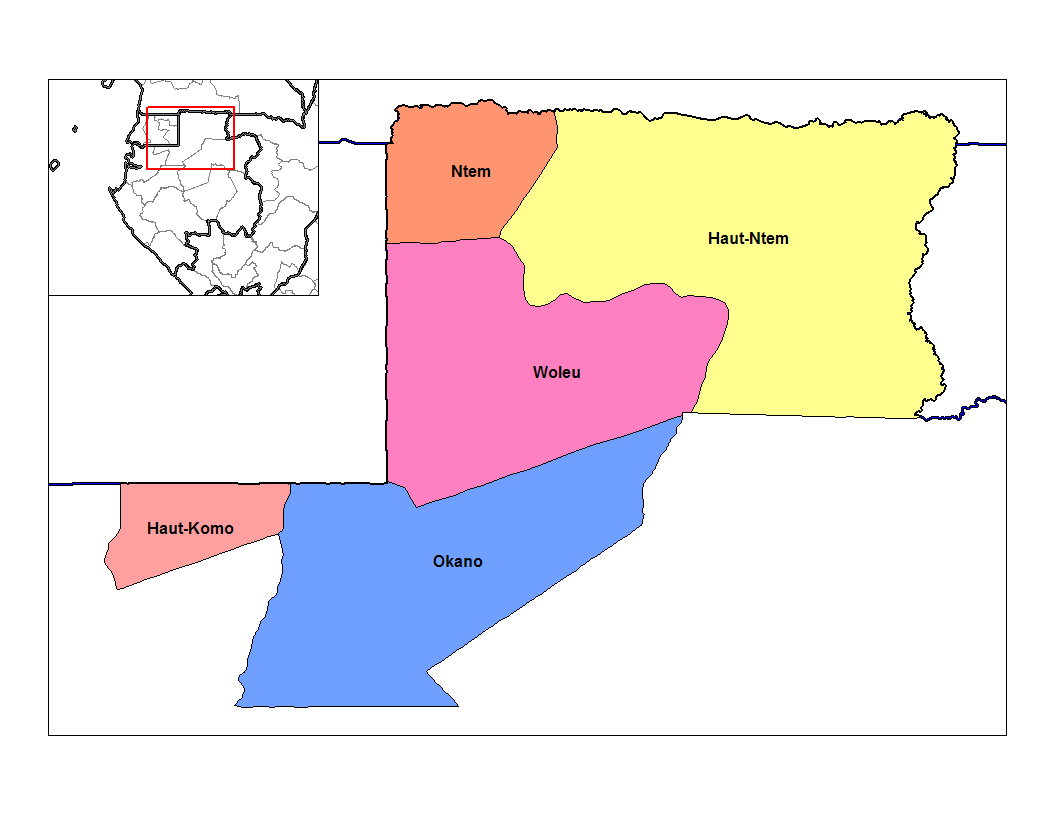
沃勒-恩特姆省的縣份